# Ridin'
«Ridin'» — другий сингл репера Chamillionaire з його дебютного студійного альбому The Sound of Revenge. Текст пісні торкається проблеми расового профілювання, поліцейської жорстокості та стереотипу, ніби афроамериканці їздять з наркотиками чи іншими незаконними речами в авті («Riding dirty»).

## Відеокліп
У кліпі зображено як поліція зловживає своїми повноваженнями. Для демонстрації їхнього поводження з підозрюваними використано сцени з реслінгом. Відео знято у Далласі, штат Техас. Камео: Том Лістер-молодший, Wish Bone, Layzie Bone, Play-N-Skillz, Chingo Bling, OG Ron C, Big Tuck, Rasaq (молодший брат Chamillionaire).

## Відгуки
У 2007 «Ridin'» отримав Ґреммі за «Найкраще реп-виконання дуетом чи групою». Трек також номінували на «Найкращу реп-пісню». Кліп здобув MTV Video Music Awards як «Найкраще реп-відео» 2006 року, останнього, коли премію присуджували у цій категорії. Пісня посіла 3-тю сходинку рейтингу «100 найкращих пісень 2006» за версією Rolling Stone. RIAA сертифікувала окремок платиновим 4 рази.

## Пізніші адаптації
17 липня 2006 Chamillionaire оголосив через офіційну MySpace-сторінку, що «Дивний Ел» Янковик записує пародію на «Ridin'» для свого нового альбому Straight Outta Lynwood (випущено 26 вересня 2006). «White & Nerdy» видали головним синглом. На трек зняли кліп. Chamillionaire заявив в інтерв'ю, що йому сподобалася пародія, Янковик здивував його своїм репом.

## Список пісень
Британський 12"
1. «Ridin'» (Album Version)
2. «Ridin'» (UK Remix) (з участю Sway)
3. «Ridin'» (Instrumental)

Британський CD
1. «Ridin'» (Radio Edit) — 3:45
2. «Ridin'» (Album Version) — 5:03

Британський CD (Enhanced)
1. «Ridin'» (Album Version)
2. «Think I'm Crazy»
3. «Ridin'» (UK Remix) (з участю Sway)
4. «Ridin'» (Instrumental)
5. «Ridin'» (Video)

Американський промо-CD (максі-сингл)
1. «Ridin'» (Radio Edit) (з участю Krayzie Bone) — 4:07
2. «Ridin'» (Main) (з участю Krayzie Bone) — 5:06
3. «Ridin'» (Instrumental) — 4:58

## Ремікси й пародії
- Houston Remix (офіційний) — UGK
- NYC Remix (офіційний) — Papoose, Джей Міллз
- West Coast Remix (офіційний) — The Game, DJ Quik
- «Ridin' Overseas» (офіційний) — Akon
- «Ridin'» Remix (неофіційний) — Trae, Krayzie Bone
- UK Remix (офіційний) — Sway
- NZ Remix (офіційний) — Tyree
- DJay.Jonny.Young Remix (офіційний) — Papoose
- «White & Nerdy» (офіційна пародія) — «Дивний Ел» Янковик (зі Straight Outta Lynwood)
- «Immigration'» (офіційна пародія) — Chingo Bling (з Chingo de Mayo)

## Історія виходу
| Країна          | Дата            |
| --------------- | --------------- |
| США             | 12 січня 2006   |
| Велика Британія | 14 вересня 2006 |

## Чартові позиції

### Тижневі
«Ridin'» дебютував на 88-ій сходинці Billboard Hot 100 у тиждень 25 лютого 2006. Сингл очолював чарт 2 тижні, ставши першим окремком № 1 у Hot 100 у кар'єрі обох виконавців. Загалом протримався 31 тиждень.
| Чарт (2006)                               | Найвища позиція |
| ----------------------------------------- | --------------- |
| Австралія (ARIA)                          | 24              |
| Австрія (Ö3 Austria Top 75)               | 13              |
| Велика Британія (Official Charts Company) | 2               |
| Ірландія (IRMA)                           | 2               |
| Німеччина (Media Control AG)              | 8               |
| Нова Зеландія (RIANZ)                     | 2               |
| США (Billboard Hot 100)                   | 1               |
| США (Hot R&B/Hip-Hop Songs) (Billboard)   | 7               |
| США (Mainstream Top 40) (Billboard)       | 3               |
| США (Rap Songs) (Billboard)               | 2               |
| Франція (SNEP)                            | 40              |
| Швейцарія (Media Control AG)              | 19              |
| Швеція (Sverigetopplistan)                | 25              |

### Річні
| Чарт (2006)             | Позиція |
| ----------------------- | ------- |
| США (Billboard Hot 100) | 8       |

## Сертифікації
| Країна | Сертифікації  | Наклад |
| ------ | ------------- | ------ |
| США    | 4× Платиновий | 4 млн  |